# Municipio de Tapilula
El municipio de Tapilula (del náhuatl: tlapiloa; tlan ‘colgar, abundancia’‘Lugar de ahorcados’) es uno de 124 municipios que conforman al estado mexicano de Chiapas. Su cabecera es la localidad homónima.

## Geografía
El municipio abarca 42.73 km² y se encuentra a una altitud promedio de 780 metros sobre el nivel del mar, oscilando entre 400 y 2200 m s. n. m.
Limita al este con el municipio de Pueblo Nuevo Solistahuacán, al norte con el municipio de Ixhuatán, al oeste con el municipio de Pantepec y al sur con el municipio de Rayón.
Forma parte de la región socioeconómica VII De Los Bosques.
Según la clasificación climática de Köppen, el clima corresponde al tipo Am - tropical monzónico.

## Demografía
De acuerdo a los resultados del Censo de Población y Vivienda de 2020 realizado por el Instituto Nacional de Estadística y Geografía, la población total del municipio es de 13 592 habitantes, lo que representa un crecimiento promedio de 1.1% anual en el período 2010-2020 sobre la base de los 12 170 habitantes registrados en el censo anterior. Al año 2020 la densidad del municipio era de 363,2 hab/km².
| Gráfica de evolución demográfica de Municipio de Tapilula entre 2000 y 2020 |
|                                                                             |
| Fuente: Instituto Nacional de Estadística Geografía e Informática           |

El 48.3% de los habitantes eran hombres y el 51.7% eran mujeres. El 88.4% de los habitantes mayores de 15 años (8210 personas) estaba alfabetizado. La población indígena sumaba 2437 personas.
En el año 2010 estaba clasificado como un municipio de grado bajo de vulnerabilidad social, con el 26.94% de su población en estado de pobreza extrema. Según los datos obtenidos en el censo de 2020, la situación de pobreza extrema afectaba al 16.1% de la población (2229 personas).

### Localidades
En el censo de 2020 el municipio de Tapilula contaba con 49 localidades.
| Código INEGI      | Localidad            | Población (2020) |
| ----------------- | -------------------- | ---------------- |
| 070910001         | Tapilula             | 8 421            |
| 070910009         | San Francisco Jaconá | 1 277            |
| Otras localidades | Otras localidades    | 3 894            |
| Total municipal   | Total municipal      | 13 592           |

## Salud y educación
En 2010 el municipio tenía un total de 4 unidades de atención de la salud, con 16 personas como personal médico. Existían 28 escuelas de nivel preescolar, 28 primarias, 4 secundarias, 3 bachilleratos 1 escuelas de formación para el trabajo y 2 escuelas primarias indígenas.

## Actividades económicas
Las principales actividades económicas del municipio son el comercio minorista, la prestación de servicios de alojamiento temporal y preparación de alimentos y bebidas y, en menor medida la prestación de servicios generales no gubernamentales.